# Manouchehr Hezarkhani
Manouchehr Hazarkhani (in persiano منوچهر هزارخانی‎; Tehran, 1934 – 18 marzo 2022) è stato un politico, scrittore e attivista iraniano Fu membro del Consiglio Nazionale della Resistenza Iraniana.

## Biografia
Manouchehr Hezarkhani nacque a Teheran nel giugno del 1934. Conseguì il diploma di scuola secondaria in questa città, e nel 1952 si trasferì in Francia per i suoi studi universitari. Qui ottenne il dottorato in medicina e successivamente completò un corso di specializzazione in patologia presso la Facoltà di Medicina di Parigi. Dopo il suo ritorno in Iran nel 1966, trascorse un periodo nella pratica medica prima di dedicarsi alla politica.
La sua prima attività politica di rilievo fu nel movimento per la nazionalizzazione del petrolio e nel movimento guidato dal dottor Mohammad Mossadegh.
Durante il suo periodo di permanenza in Francia come studente universitario, Hezarkhani fu attivo nell'Unione degli studenti iraniani, di cui era membro, e fu uno dei fondatori della Confederazione dell'Unione nazionale degli studenti iraniani in Europa.
Due anni dopo il suo ritorno in Iran, fu arrestato per le sue attività politiche e imprigionato nelle carceri di Evin e Qhezel-qhaleh.
Nel 1977 partecipò alla fondazione del Comitato per la difesa dei prigionieri politici e fu anche membro della direzione del Centro degli scrittori iraniani. 
Hezarkhani lasciò l'Iran nell’ottobre 1981 e si unì al Consiglio Nazionale della Resistenza Iraniana, diventandone membro e presidente della Commissione per la cultura e l'arte fino alla sua morte.

## Morte
Hezarkhani morì venerdì 18 marzo 2022 in un ospedale della periferia di Parigi dopo una lunga malattia causata da complicazioni polmonari.
La cerimonia funebre commemorativa di Manouchehr Hezarkhani si tenne nel cimitero di Auvers-sur-Oise, alla presenza di numerosi connazionali, molti dei quali membri del Consiglio Nazionale della Resistenza Iraniana ed esponenti e responsabili dell'Organizzazione dei Mojahedin del Popolo iraniano.
Maryam Rajavi, durante un discorso commemorativo per i suoi 40 anni di lotta contro il regime iraniano, affermò: "Hezarkhani è il vero rappresentante di migliaia di penne spezzate, di migliaia di libri distrutti e di migliaia di poesie, brani musicali e canzoni sperperati dalla ferrea censura e dalle prigioni del Velayat-e Faqih (governo assoluto del clero). Ecco perché molti intellettuali, pensatori e scrittori liberi e progressisti impegnati continuano la strada da lui tracciata".